# Gérard Roussel
Gérard Roussel (Vacquerie, Somme ca. 1500 - Mauléon, Pyrénées-Atlantiques, 1555) was een Frans katholiek humanist en hervormer en bisschop van Oloron.

## Levensloop
Tijdens of na zijn priesterstudies, waarin hij leerling was van Jacques Lefebvre d'Etaples, werd hij opgemerkt door bisschop Guillaume Briçonnet, die hem naar Meaux deed komen en hem benoemde tot kanunnik van zijn kathedraal. Hij werd opgenomen in het Cenakel van Meaux. Hij werkte mee aan de hervormingsplannen van de beide leiders van het bisdom Meaux, maar ontwikkelde tevens eigen overtuigingen die meer in de richting gingen van de protestantse hervorming. Dit had als gevolg dat Briçonnet hem in 1525 de deur wees.
Hij bleef niettemin de katholieke kerk min of meer trouw en kon als beschermeling en biechtvader van koningin Margaretha van Navarra een dubbelzinnige houding behouden. In 1530 werd hij tot abt benoemd van de abdij van Clairac en in 1536 tot bisschop van Oloron. Hij introduceerde protestantse ideeën in dat bisdom, maar hield toch de voorzichtigheid in acht, zodat zijn zetel veilig bleef. Hij kende in 1550 wel een tegenslag, toen de Sorbonne zijn boek Familière exposition du symbole, de la loi et de l'oraison dominicale, bestemd voor de gelovigen in zijn diocees, veroordeelde. Het oordeel luidde dat dit werk kwaadaardig was, op het randje van de ketterij, en in sommige onderdelen zonder meer ketters.

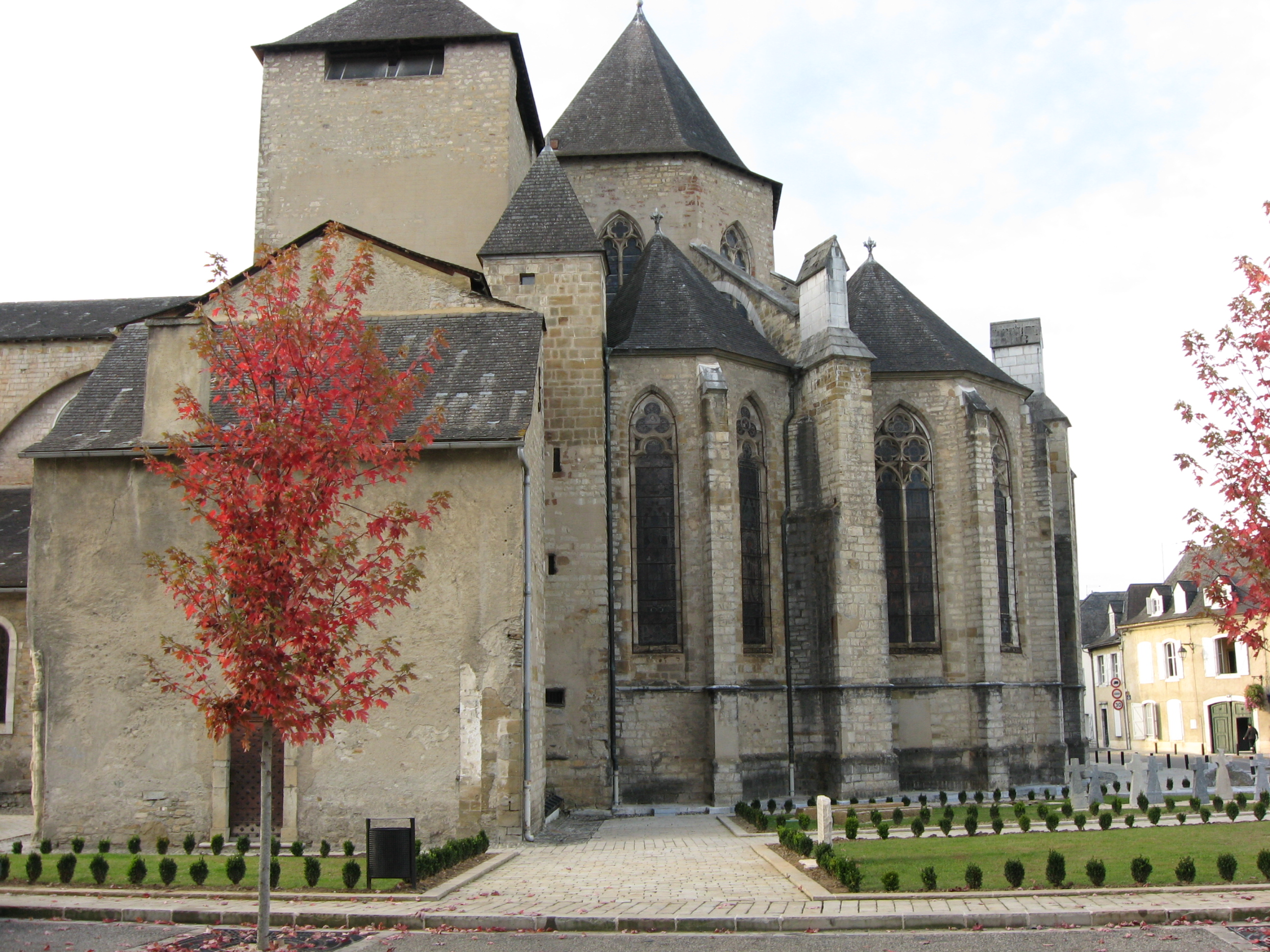
De voormalige kathedraal van het in 1790 opgeheven bisdom Oloron

Toen hij in 1536 tot bisschop werd gewijd, had Roussel ook van protestantse zijde flinke tegenwind gekregen. Johannes Calvijn schreef hem aan als "voormalige vriend, nu bisschop": Vroeger veroordeelde je de excessen van de katholieke clerus en nu aanvaard je een ambt dat je verplicht de mis te erkennen, alhoewel je die vroeger als afgoderij bestempelde, en zul je excommunicaties uitspreken, hoewel je weet dat ze onrechtvaardig zijn. En verder schreef hij nog: Zolang als je door diefstal en plundering het bloed van de arme man zal uitzuigen (..) en het zal gebruiken en misbruiken voor overbodige excessen; zolang je het priesterambt zal ontwijden door het afschuwelijk en ellendig vernielen van je kudde; zolang je zal meeheulen met degenen die Christus vernoemd heeft als dieven, rovers en moordenaars van zijn Kerk; zolang zal ik je niet als een christen noch als een goed mens beschouwen.
Roussel bleef echter katholiek bisschop en bleef onorthodoxe zaken meedelen aan zijn kerkgangers.

## Overlijden

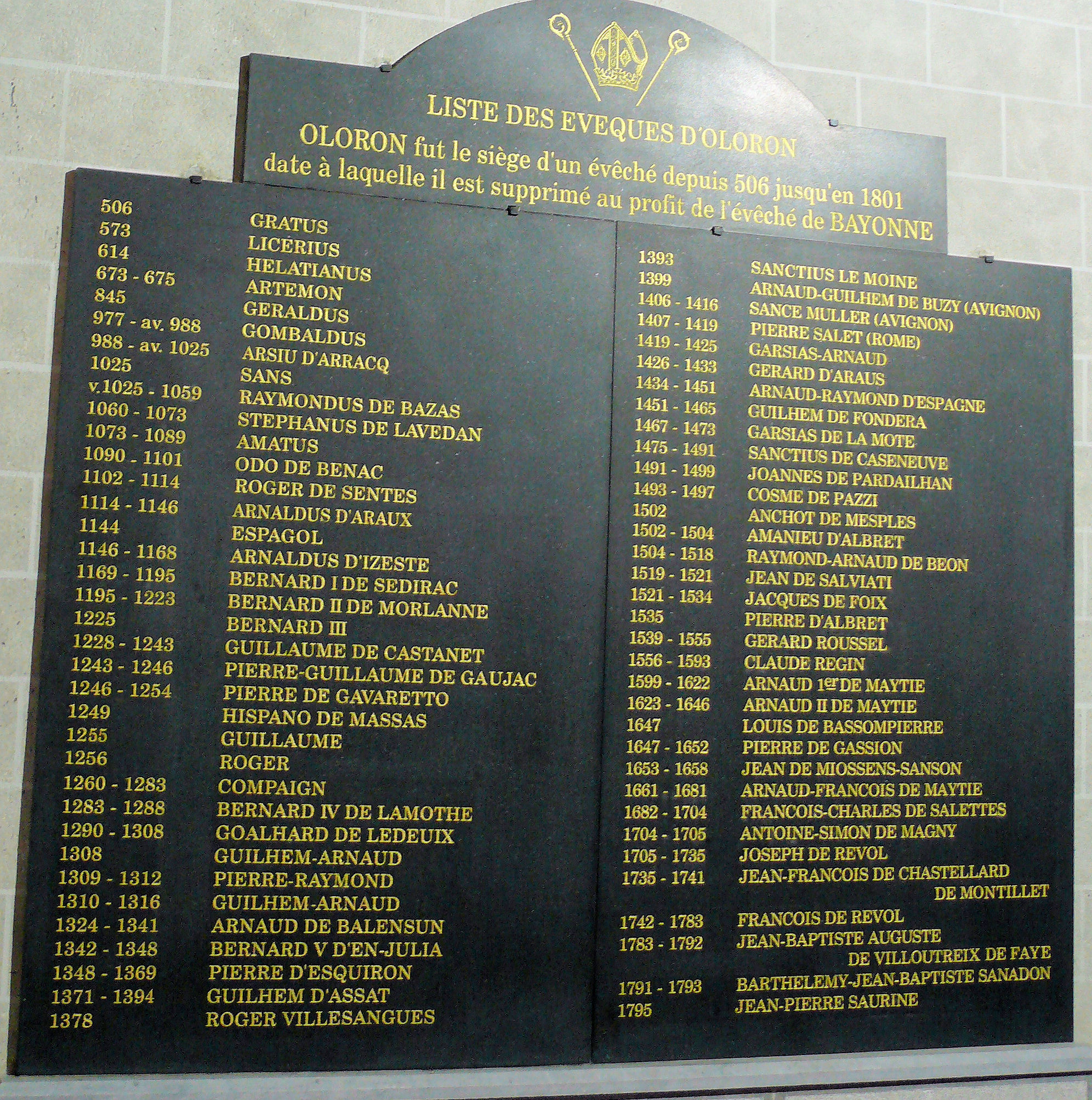
Lijst van bisschoppen van Oleron, zoals vermeld in de kathedraal Sainte-Marie

De Franse historicus Charles Schmidt, die zich baseerde op een passage van de historicus en bisschop Spondanus, vermeldt dat, toen Roussel op een dag in 1550 (of 1555) vanop de kansel van de kerk van Mauléon een preek hield, een toehoorder met een bijl woedend de preekstoel bestormde en deze tot instorten bracht. De bisschop overleed als gevolg van zijn verwondingen. De aanvaller, Arnauld de Maytie, zou zijn berecht maar bejubelend zijn vrijgesproken; hij was de vader van een latere bisschop van Oloron.
De lijst van bisschoppen zoals ze wordt vermeld op een herdenkingsmonument in de voormalige kathedraal van het in 1790 afgeschafte bisdom, geeft aan:
- Gerard Roussel: 1530-1555,
- Claude Regin: 1556-1593,
- Arnaud de Mayté: 1598-1622.

Er is vrij sterk bewijs dat Roussel in 1552 nog leefde en in 1555 een testament heeft opgesteld. Andere bronnen geven 1559 als sterfjaar (encyclopedist Louis Moréri) of vermelden dat hij in 1559/1560 nog bisschop was (Gallia Christiana, Société de l'histoire de France). Meestal wordt echter gesteld dat Roussel in 1555 is overleden. Soms wordt als opvolger Begnier de Sainte-Colombe gemeld, maar op de lijst van bisschoppen van Oloron (Liste des évêques d'Oloron) én in de bron 'M. Marion' (Liste des archevêques et évêques de France) komt de naam niet voor. Deze laatste bron vermeldt trouwens Roussel als bisschop tot in 1560.